# Ferriallanite-(Ce)
La ferriallanite-(Ce) è un minerale appartenente al gruppo dell'allanite.